# Lothar Claesges
Lothar Claesges (* 3. Juli 1942 in Krefeld; † 12. November 2021 ebenda) war ein deutscher Radrennfahrer und Olympiasieger.

## Sportliche Laufbahn
Lothar Claesges fuhr für den Verein RC Staubwolke Krefeld. Im Sommer 1961, als er mit Klemens Großimlinghaus  die Meisterschaft im Zweier-Mannschaftsfahren gewann, waren beide mit acht Siegen und sechs Podiumsplätzen die erfolgreichste Mannschaft im deutschen Bahnradsport.
Seine großen Erfolge errang er als Amateur in der Mannschaftsverfolgung auf der Bahn. 1962 wurde er in dieser Disziplin Weltmeister auf der Vigorelli-Bahn in Mailand, gemeinsam mit Ehrenfried Rudolph, Bernd Rohr und Klaus May; im Jahr darauf wurde die deutsche Mannschaft mit Claesges Vize-Weltmeister in Rocourt. 1964 gelang der deutschen Mannschaft erneut der Titelgewinn in der Zusammenstellung Lothar Claesges, Karl Link, Karl-Heinz Henrichs und Ernst Streng. Bei den Olympischen Spielen 1964 in Tokio gewann der deutsche Bahn-Vierer – auch Gold-Vierer genannt – von Trainer Gustav Kilian mit Claesges, Link, Henrichs und Streng die Goldmedaille. Die vier Fahrer hatten sich in den Olympiaausscheidungsrennen im Bahnradradsport gegen die Fahrer aus der DDR durchgesetzt. 1964 siegte er im Sechstagerennen für Amateure in Köln mit Ernst Streng als Partner.
Am 29. Februar 1964 erhielt Claesges für seine sportlichen Erfolge zusammen mit Bernd Rohr das Silberne Lorbeerblatt.
Anschließend trat Claesges zu den Profis über (er startete für Ruberg), um hauptsächlich bei Sechstagerennen zu starten, blieb aber ohne Erfolg. Er gewann zwei Straßenrennen und beendete 1966 seine sportliche Laufbahn, nachdem er bei einem Verkehrsunfall schwer verletzt worden war und danach seinen linken Arm und seine linke Hand nur noch eingeschränkt nutzen konnte. In den folgenden Jahren arbeitete er erfolgreich als Raumgestalter und Schreiner und machte sich mit Kreativität, einem Gespür für Trends und einem Faible für modernes Design einen Namen.

## Erfolge
1961
- Deutscher Amateur-Meister – Zweier-Mannschaftsfahren (mit Klemens Großimlinghaus)

1962
- Amateur-Weltmeister – Mannschaftsverfolgung (mit Ehrenfried Rudolph, Bernd Rohr und Klaus May)

1963
- Amateur-Weltmeisterschaft – Mannschaftsverfolgung (mit Ernst Streng, Karl-Heinz Henrichs und Klemens Großimlinghaus)
- Deutscher Amateur-Meister – Mannschaftsverfolgung (mit Klemens Großimlinghaus, Ernst Streng und Hans-Peter Kanters)

1964
- – Olympiasieger – Mannschaftsverfolgung (mit Karl Link, Karl-Heinz Henrichs und Ernst Streng)
- Amateur-Weltmeister – Mannschaftsverfolgung (mit Karl Link, Karl-Heinz Henrichs und Ernst Streng)
- Deutscher Amateur-Meister – 1000-Meter-Zeitfahren, Einerverfolgung, Mannschaftsverfolgung (mit Erich Schockhoven, Hubert Klüber und Ernst Streng)